# Giōrgos Vlachos
Giōrgos Vlachos (in greco: Γιώργος Βλάχος; Corfù, 4 marzo 1948) è un ex calciatore greco, di ruolo difensore.

## Carriera
Dopo gli inizi nelle squadre della sua isola, Olympos Corfù e Agia Paraskevi, giocò due gare con la nazionale dilettanti greca nel 1969 e attirò l'interesse dei club ateniesi. Terzino sinistro, mancino di piede, fu vicecampione d'Europa nel 1971 col Panathīnaïkos, segnando però l'autorete decisiva per la sconfitta nella finale contro l'Ajax.

## Palmarès

### Club

#### Competizioni nazionali
- Campionato greco: 2

Panathīnaïkos: 1969-1970, 1971-1972
- Supercoppa di Grecia: 1

Panathīnaïkos: 1970